# Giovanni Vincenzo Virginio
Giovanni Vincenzo Virginio (Cuneo, 2 aprile 1752 – Torino, 4 maggio 1830) è stato un avvocato e agronomo italiano.

## Biografia
Si laureò in legge a Torino il 2 giugno 1772.
In collaborazione con un gruppo di studiosi, scienziati e ricercatori di stampo illuminista, tra i quali Sebastiano Giraud, Carlo Ignazio Giulio e Benedetto Bonvicino, contribuì alla fondazione della Società Agraria, inaugurata il 24 maggio 1785, per Rescritto sovrano di Vittorio Amedeo III di Savoia, Re di Sardegna.
Insigne filosofo e valente agronomo, rimase colpito dalle profonde carenze alimentari a cui era soggetta la povera gente durante le guerre e le carestie che flagellavano il Piemonte alla fine del XVIII secolo.
Convinto delle qualità nutritive della patata (introdotta da poco in Piemonte come cibo commestibile dalle truppe napoleoniche), si occupò attivamente della sua diffusione nella regione, arrivando addirittura a scriverne un trattato: Trattato della coltivazione delle patate o sia pomi di terra volgarmente detti tartiffle, dato in luce dall'avvocato Vincenzo Virginio, Socio ordinario della Reale Società agraria di Torino e di altre Accademie, dedicato agli accurati Agricoltori del Piemonte, pubblicato in Torino dalla Stamperia Reale (1799).

All'epoca infatti le notevoli proprietà nutritive del tubero non erano note e la patata era un alimento snobbato dalla popolazione e considerato addirittura velenoso.
Tanta era la diffidenza nei confronti di questo vegetale, che le patate fecero il loro ingresso nei mercati di Torino, Susa, Savigliano e Cuneo, per la prima volta soltanto nel 1803, quando l'agronomo iniziò a distribuirle gratuitamente, insegnando alle donne i metodi per cucinarle. 
Convinto della propria causa, fece un'ampia sperimentazione nel suo podere di Pinerolo e giunse a consumare tutte le proprie ricchezze, riducendosi in precarie condizioni economiche.

Per tale motivo nel 1807 dovette trasferirsi nella città di Zara in Dalmazia, accettando la cattedra di agraria nel locale liceo.
Ritornato a Torino senza più alcun avere, grazie ad un decreto imperiale di Napoleone del 26 maggio 1812 (confermato poi anche dal re Vittorio Emanuele I nel 1820), gli venne riconosciuta una pensione annua per il servizio reso allo sviluppo dell'agricoltura in Piemonte.
Morì ammalato e solo (la moglie, Maddalena Fabre, era morta qualche tempo prima), in condizioni d'indigenza, nell'ospizio dei S.S. Maurizio e Lazzaro a Torino.

## Riconoscimenti
- Il Comune di Cuneo, sua città natale, gli dedicò la Piazza omonima (con Deliberazione del Consiglio Comunale del 13 maggio 1874) e il locale Istituto d'Istruzione Superiore per Geometri e Periti Agrari.
- Il Comune di Pinerolo gli dedicò una targa  affissa in corso Torino n. 72/74, contenente le seguenti parole:

- Il Comune di Torino il 19 giugno 1860 gli dedicò una via. Il 1º dicembre 1895 gli dedicò una targa (oggi scomparsa) posta al n. 3 di Via Basilica (nella Galleria Umberto I) contenente queste parole:

## Fonti
- Articolo su Vincenzo Virginio.
- Ritratti Cuneesi - Giovanni Cerutti, Storia e cronaca di Cuneo attraverso i personaggi delle strade e delle piazze